# Brit Awards 2015
Les Brit Awards 2015 ont lieu le 25 février 2015 à l'O2 Arena à Londres. Il s'agit de la 35e cérémonie des Brit Awards, présentée par le duo Ant & Dec (en) et diffusée en direct à la télévision sur la chaîne ITV.
C'est l'artiste britannique Tracey Emin qui se charge du design du trophée remis aux gagnants .
Un incident se produit pendant que Madonna interprète son nouveau titre Living for Love. La chanteuse ne parvient pas à enlever à temps la longue cape qu'elle porte, ce qui provoque sa chute, mais ne l’empêche pas de terminer son numéro.

## Interprétations sur scène
Plusieurs chansons sont interprétées lors de la cérémonie :
- Taylor Swift : Blank Space
- Sam Smith : Lay Me Down
- Royal Blood: Figure It Out
- Ed Sheeran : Bloodstream
- Kanye West: All Day
- Take That : Let in the Sun
- George Ezra : Budapest
- Paloma Faith : Only Love Can Hurt Like This
- Madonna : Living for Love

## Palmarès
Les lauréats apparaissent en caractères gras

### Meilleur album britannique
- x d' Ed Sheeran
  - This Is All Yours de Alt-J
  - Wanted on Voyage de George Ezra
  - Royal Blood de Royal Blood
  - In the Lonely Hour de Sam Smith

### Meilleur single britannique
- Uptown Funk de Mark Ronson feat. Bruno Mars
  - Rather Be de Clean Bandit feat. Jess Glynne
  - I Got U de Duke Dumont feat. Jax Jones
  - Budapest de George Ezra
  - Summer de Calvin Harris
  - Ghost de Ella Henderson
  - My Love de Route 94 feat. Jess Glynne
  - Thinking Out Loud d'Ed Sheeran
  - Nobody to Love de Sigma
  - Stay with Me de Sam Smith

### Meilleur artiste solo masculin britannique
- Ed Sheeran
  - Damon Albarn
  - George Ezra
  - Paolo Nutini
  - Sam Smith

### Meilleure artiste solo féminine britannique
- Paloma Faith
  - Lily Allen
  - FKA Twigs
  - Ella Henderson
  - Jessie Ware

### Meilleur groupe britannique
- Royal Blood
  - Alt-J
  - Clean Bandit
  - Coldplay
  - One Direction

### Révélation britannique
- Sam Smith
  - Chvrches
  - George Ezra
  - FKA Twigs
  - Royal Blood

### Meilleur producteur britannique
- Paul Epworth
  - Alison Goldfrapp et Will Gregory
  - Flood
  - Jake Gosling

### Meilleure vidéo britannique
- You & I de One Direction
  - Boom Clap de Charli XCX
  - I Got U de Duke Dumont feat. Jax Jones
  - Summer de Calvin Harris
  - I Will Never Let You Down de Rita Ora
  - My Love de Route 94 feat. Jess Glynne
  - Uptown Funk de Mark Ronson feat. Bruno Mars
  - Thinking Out Loud d'Ed Sheeran
  - Nobody to Love de Sigma
  - Stay with Me de Sam Smith

- Note : Le vainqueur est désigné par un vote des téléspectateurs via le réseau social Twitter[3].

### Choix des critiques
- James Bay
  - George the Poet (en)
  - Years and Years

### Meilleur artiste solo masculin international
- Pharrell Williams
  - Beck
  - Hozier
  - John Legend
  - Jack White

### Meilleure artiste solo féminine internationale
- Taylor Swift
  - Beyoncé
  - Lana Del Rey
  - Sia
  - St. Vincent

### Meilleure groupe international
- Foo Fighters
  - 5 Seconds of Summer
  - The Black Keys
  - First Aid Kit
  - The War on Drugs

### Meilleur succès global
- Sam Smith

## Artistes à nominations multiples
- 5 nominations :
  - Sam Smith

- 4 nominations :
  - George Ezra
  - Ed Sheeran
  - Royal Blood

- 3 nominations :
  - Alt-J
  - Jess Glynne

- 2 nominations :
  - Clean Bandit
  - Duke Dumont
  - FKA Twigs
  - Calvin Harris
  - Ella Henderson
  - Jax Jones
  - Bruno Mars
  - One Direction
  - Mark Ronson
  - Route 94
  - Sigma

## Artistes à récompenses multiples
- 2 récompenses :
  - Ed Sheeran
  - Sam Smith